# Turnix castanotus
La quaglia tridattila dorsocastano (Turnix castanotus, Gould 1840) è un uccello caradriiforme della famiglia dei Turnicidi.

## Sistematica
Turnix castanotus ha una sottospecie:
- Turnix castanotus castanotus

## Distribuzione e habitat
Questo uccello vive unicamente in Australia: nel Top End del Territorio del Nord e nella regione di Kimberley nella parte nordoccidentale dell'Australia Occidentale.